# Melissa McLinden
Melissa Therese McLinden (13 de setembre de 1964) és una exjugadora de voleibol dels Estats Units. Va ser internacional amb la Selecció femenina de voleibol dels Estats Units, amb la qual va competir en els Jocs Olímpics d'Estiu de 1988 a Seül. Va jugar amb la selecció junior en 1984 i 1985.
Es va graduar en negocis per la Universitat d'Arizona, on també va jugar al voleibol. Va formar part del All-America quatre anys, amb menció honorífica en 1983 i 1984, i va formar part del primer equip en 1985. Forma part del Hall of Fame de la seua universitat.